# ديفيد إيجنبرغ
ديفيد إيجنبرغ (بالإنجليزية: David Eigenberg)‏ مواليد 17 مايو 1964 في الولايات المتحدة، هو ممثل أمريكي بدأ مسيرته الفنية سنة 1989. من أعماله القانون والنظام: الوحدة الخاصة للضحايا.

## روابط خارجية
- ديفيد إيجنبرغ على موقع IMDb (الإنجليزية)
- ديفيد إيجنبرغ على موقع ألو سيني (الفرنسية)
- ديفيد إيجنبرغ على موقع أول موفي (الإنجليزية)
- ديفيد إيجنبرغ على موقع قاعدة بيانات برودواي على الإنترنت (الإنجليزية)
- ديفيد إيجنبرغ على موقع قاعدة بيانات الأفلام السويدية (السويدية)
- ديفيد إيجنبرغ على موقع إن إن دي بي (الإنجليزية)
- ديفيد إيجنبرغ على موقع قاعدة بيانات الفيلم (الإنجليزية)
- ديفيد إيجنبرغ على موقع كينوبويسك (الروسية)